# Skånska dragonregementet (kavalleri)

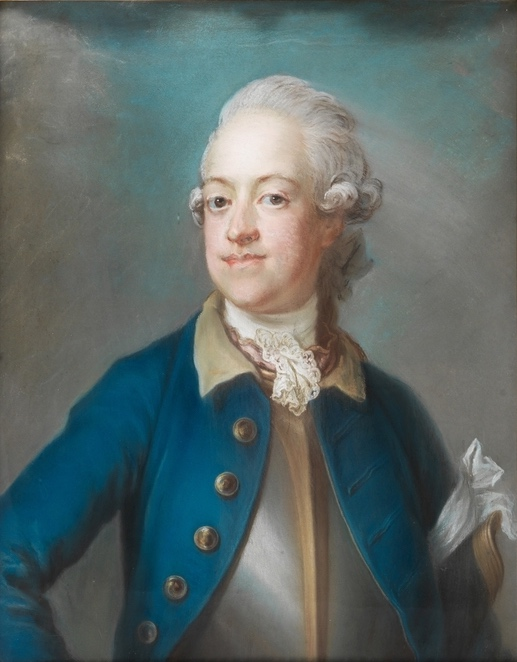
Magnus Fredrik Brahe i regementets Uniform m/1756 och harnesk. Runt armen är den vita armbindeln från Gustav III:s statsvälvning den 19 augusti 1772.

Skånska dragonregementet (K 6) var ett kavalleriförband inom svenska armén som verkade i olika former åren 1676–1709 och 1709–1927. Förbandsledningen var förlagd i Ystads garnison i Ystad.

## Historik
Regementet sattes upp som ett värvat regemente i Kronobergs län 1676, bestående av fyra kompanier småländska ryttare, med namnet Blekingska regementet till häst. Dess förste regementschef var Hans Ramsvärd och regementet kallades också Ramsvärds regemente till häst. Det kom att användas intensivt under Skånska kriget, bland annat under slagen vid Lund (1676) och Landskrona (1677), och under kampanjerna mot friskyttar och snapphanar.
Kort efter fredsslutet 1679 förlades regementet permanent till Skåne, även om det från början var avsett att förläggas till Blekinge, och blev från 1680 indelt i de södra och östra delarna av landskapet. Till skillnad mot vad som tidigare varit fallet i Skåne, blev ryttarna nu böndernas sventjänare och underordnade, något som kom att leda till att det dåliga förhållandet mellan de svenska ryttarna och den skånska lokalbefolkningen efterhand förbättrades avsevärt. Under 1680- och 1690-talen benämndes regementet omväxlande med regementschefernas namn och som Södra skånska kavalleriregementet, av vilket det sistnämnda kom att bli det officiella namnet. Trots att regementet ofta betecknades som "skånskt", fick inte skåningar rekryteras dit förrän 1698, detta på grund av att skåningarnas lojalitet mot den svenska kronan ansågs osäker.
Efter Stora nordiska krigets utbrott 1700 skeppades regementet 1701 över till Baltikum, och deltog i kampanjerna i Polen 1702–1706 och i ryska fälttåget 1707–1709. Bland viktigare fältslag där regementet deltog kan nämnas Kliszów (1702) och Poltava (1709). Av den överlevande delen av Södra skånska kavalleriregementet ingick merparten i kapitulationen vid Perevolotjna, men en avdelning medföljde Karl XII till Bender. Regementet nyuppsattes 1709–1710 och deltog senare i fälttåget mot Norge 1718.
Regementet deltog i flertalet svenska krig under återstoden av 1700-talet. Under en period 1770–1780 benämndes det Prins Carls södra skånska kavalleriregemente, men därefter ändrades namnet åter till Södra skånska kavalleriregementet. År 1805 ändrades namnet till Skånska karabinjärregementet och under detta namn deltog regementet 1813–1814 i slutskedet av Napoleonkrigen. 
Den rangordning som hade fastställts i 1634 års regeringsform började halta och skapa luckor efter freden i Fredrikshamn den 17 september 1809, då Finland tillföll Ryssland och de svenska regementen i Finland upplöstes. Därmed fanns det ett behov med att skapa ett nytt system. Under kronprins Karl Johans tid infördes 1816 ett nytt numreringssystem, där de svenska regementena genom en generalorder den 26 mars 1816 tillfördes ett officiellt ordningsnummer, till exempel № 6 Skånska karabinjärregementet. Till grund för numreringen låg inte bara ett regementes status, utan också de svenska landskapens inbördes ordning, samt att Svealand, Götaland och Norrland skulle varvas. De lägsta ordningsnumren tilldelades liv- och hus- trupperna. Dessa nummer hade dock ingenting med rangordningen att göra, vilket bland annat framgår av gamla förteckningar där infanteri- och kavalleriförband är blandade just med hänsyn till rang och värdighet. År 1822 byte regementet återigen namn, till Skånska dragonregementet, vilket också blev det sista namnet för regementet.
I samband med 1914 års härordning justerades 1914 samtliga ordningsnummer inom armén. För Skånska dragonregementet innebar det att regementet blev tilldelad beteckningen K 6. Justeringen av beteckningen gjordes för att särskilja regementen och kårer mellan truppslagen mot bakgrund av att namn och nummer som till exempel № 3 Livregementets grenadjärkår och № 3 Livregementets husarkår kunde förefalla egendomliga för den som inte kände till att förbanden ifråga tillhörde skilda truppslag.
Genom försvarsbeslutet 1925 beslutades att de tre skånska kavalleriregementena, Skånska husarregementet (K 5), Skånska dragonregementet (K 6) och Kronprinsens husarregemente (K 7), skulle avvecklas den 31 december 1927 och istället sammanföras den 1 januari 1928 till ett nytt kavalleriregemente, Skånska kavalleriregementet (K 2). Skånska dragonregementet (K 6) avvecklades den 31 december 1927 och övergick den 1 januari 1928 till en avvecklingsorganisation, vilken verkade fram till den 31 mars 1928.

## Ingående enheter

### Skvadronsindelning
Från 1680 var regementet delat i åtta kompanier om 125 man vardera. Kompanierna betecknades senare som skvadroner, men i praktiken förändrades ingenting. Varje kompani/skvadron var indelt i ett eget geografiskt område, som kunde bestå av en del av ett härad eller flera härader. De första årtiondena benämndes kompanierna ofta med dess chefs namn, till exempel "Tornerefelts kompani". Den inbördes nummerordningen mellan kompanierna växlade, men bortsett från det var följande kompani/skvadronsindelning i bruk från åren 1680–1834. År 1834 gjordes en ny indelning i 10 skvadroner om 100 man vardera.

#### 1680–1834
- 1. Livkompaniet/skvadronen
- 2. Överstelöjtnantens kompani/skvadron
- 3. Majorens kompani/skvadron
- 4. Sallerups kompani/skvadron
- 5. Haglösa kompani/skvadron
- 6. Borrby kompani/skvadron
- 7. Svabesholms kompani - senare kallat Simrishamns kompani/skvadron
- 8. Edema kompani - senare kallat Östra Göinge kompani/skvadron

#### 1834–1927
- 1. Livskvadronen
- 2. Östra Göinge skvadron
- 3. Kristianstads skvadron
- 4. Sallerups skvadron
- 5. Torna skvadron
- 6. Malmö skvadron
- 7. Haglösa skvadron
- 8. Vemmenhögs skvadron
- 9. Borrby skvadron
- 10. Simrishamns skvadron

## Förläggningar och övningsplatser

### Förläggning
Regementet hade från den 12 augusti 1820 sina stamskolor förlagda till Herrevadskloster. Den 6 november 1882 förlades stamskolorna till Kronprinsens husarregementes (K 7) före detta kaserner på Stora Östergatan 34 i Ystad, vilka senare revs 1912. Åren 1882–1895 hade regementet sin expedition i Kristianstad. Den 9 augusti 1895 samlades hela regementet i Ystad, då regementsexpeditionen förlades till St Östergatan 37. Den 1 november 1897 flyttade regementet in i nyuppfört kasernetablissement på Dragongatan 36 i Ystad. Kasernetablissementet uppfördes efter 1892 års härordnings byggnadsprogram och uppfördes enligt ett blocksystem. År 1909 uppfördes ytterligare två kaserner vid Dragongatan, vilka fick ett sidokorridorssystem. Kasernetablissementet i Ystad övertogs den 1 april 1928 av Södra skånska infanteriregementet (I 7), från 1963 benämnt Södra skånska regementet (P 7). Efter att Malmöbrigaden (PB 7) sommaren 1982 omlokaliserades från Ystad till Revingehed, övertogs regementsområdet av Skånska luftvärnsregementet (Lv 4). De sistnämnda brukade det gamla kasernetablissementet fram till Skånska luftvärnsregementets avveckling 31 december 1997. Anläggningarna inom kasernetablissementet är byggnadsminnesförklarade och används sedan 1998 av olika civila verksamheter, bland annat bostäder.

### Övningsplatser
Regementet hade från 1793 sin övnings- och mötesplats på Ljungbyhed. Från 1904 övades regementet vid Nybro Ystad.

## Heraldik och traditioner
Regementet hade tilldelats två segernamn, Clissow (1702) samt Punitz (1704). Dessa två namn blev dock aldrig upptagna på regementets standar vilket i sig hade beskrivningen "på vit duk stora riksvapnet utan mantel och serafimerkedja. Vit frans. Dekoren i brodyr med silke". Efter att regementet avvecklades kom standaret åren 1945–1952 föras av Skånska pansarregementet (P 2), vilka hade i sin tur fått lämna ifrån sig sina traditioner till det nyuppsatta Skånska kavalleriregementet (K 2). Åren 1965–1994 fördes det vid vissa tillfällen av Skånska dragonregementet (P 2) och åren 1994–2000 även av Skånska dragonbrigaden (PB 8).
Förutom själva namnet ingick bland annat K 6:s tio skvadronsstandar i P 2:s regementsvapen och P 2:s ursprungligen 10 kompanier var vart och ett arvtagare till en av K 6:s skvadroner. Av segernamnen på P 2:s regementsstandar kom "Lund 1676", "Clissow 1702" och "Punitz 1704" från det äldre Skånska dragonregementets historia, även om K 6 aldrig fick "Lund 1676" på sitt eget regementsstandar.
Efter att Skånska dragonregementet (P 2) avvecklades den 30 juni 2000 överfördes dess uppgifter som traditionsbevarare för alla de tre före detta skånska kavalleriregementena till Södra skånska regementet (P 7). En del mer praktiska uppgifter inom detta, bland annat skötsel av vissa minnesstenar, utförs av Skånska dragonernas kamratförening. Sedan 1 juli 2013 är hemvärnsbataljonen Södra skånska bataljonen, vid Skånska gruppen, traditionsbärare för Skånska dragonregementet (K 6).

## Förbandschefer
Regementschefer verksamma mellan åren 1676 och 1927.

- 1676–1680: Hans Ramsvärd
- 1680–1693: Carl Gyllenpistol
- 1693–1704: Alexander Stromberg
- 1704–1723: Carl Gustaf Örnestedt
- 1709–1710: Christian Riddersköld (tillförordnad)
- 1712–1713: Jakob Duwall (tillförordnad)
- 1713–1723: Axel Erik Roos (tillförordnad, tjänstgjorde endast tidvis)
- 1723–1729: Anders Koskull
- 1729–1744: Charles Lewenhaupt
- 1744–1751: Kronprins Adolf Fredrik
- 1751–1761: Hans Henrik von Liewen
- 1761–1770: Johan Reinhold Taube
- 1770–1772: Fredrik Carl Dohna
- 1772–1773: Carl Gustaf Löwenhielm
- 1773–1780: Hertig Karl av Södermanland
- 1780–1795: Johan Christopher Toll
- 1795–1797: Samuel Henrik Horn
- 1797–1808: Johan Christopher Toll
- 1808–1817: Fredric Lindencrona
- 1817–1825: David Henrik Stierncrona
- 1825–1835: Gustaf Ehrensvärd
- 1835–1840: Justus Christoffer von Schoting
- 1840–1855: Fredrik Daniel von Rosen
- 1855–1865: Fritz Thott
- 1865–1868: August Svedenstierna
- 1868–1886: Cornelius Sjöcrona
- 1886–1895: Edvard von Seth
- 1895–1907: Gustaf Björnstjerna
- 1907–1914: Hugo Berch
- 1914–1921: Wilhelm Croneborg
- 1921–1927: Nils Adlercreutz

## Namn, beteckning och förläggningsort
| Kungl Blekingska regementet till häst         | 1676-07-01 | – | 1680-10-03 |
| Kungl Södra skånska kavalleriregementet       | 1680-10-04 | – | 1770-??-?? |
| Prins Carls Södra skånska kavalleriregementet | 1770-??-?? | – | 1780-??-?? |
| Kungl Södra skånska kavalleriregementet       | 1780-??-?? | – | 1805-01-26 |
| Kungl. Skånska karabinjärregementet           | 1805-01-27 | – | 1822-??-?? |
| Kungl. Skånska dragonregementet               | 1822-??-?? | – | 1927-12-31 |
| Avvecklingsorganisation                       | 1928-01-01 | – | 1928-03-31 |

| № 6 | 1816-10-01 | – | 1914-09-30 |
| K 6 | 1915-10-01 | – | 1927-12-31 |

| Ljungbyhed (Ö)        | 1793-??-?? | – | 1927-12-31 |
| Nybro Ystad (Ö)       | 1904-??-?? | – | 1927-12-31 |
| Herrevads kloster (F) | 1820-08-12 | – | 1882-11-05 |
| Ystads garnison (F)   | 1882-11-06 | – | 1927-12-31 |

## Galleri

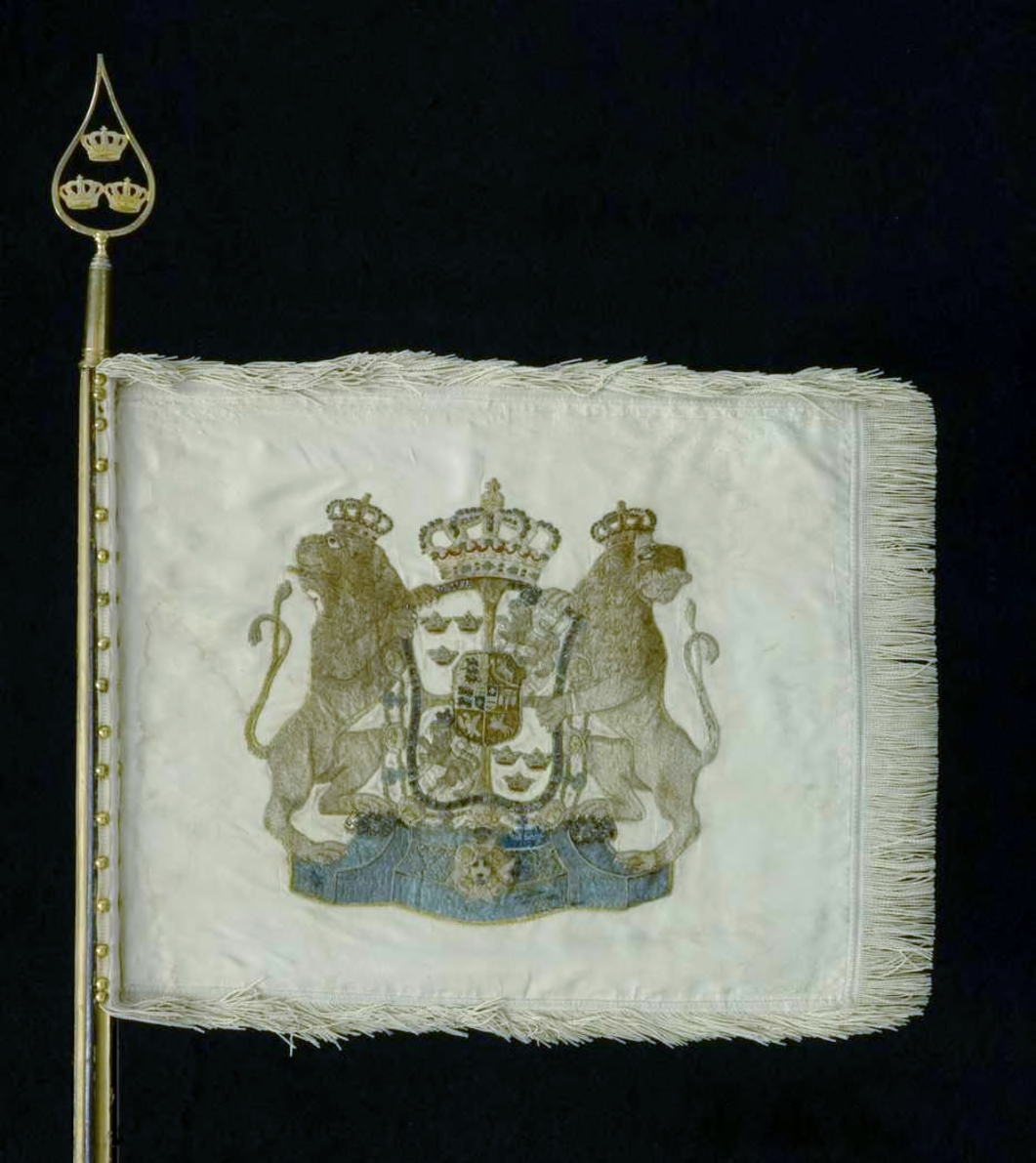
1808 års standar
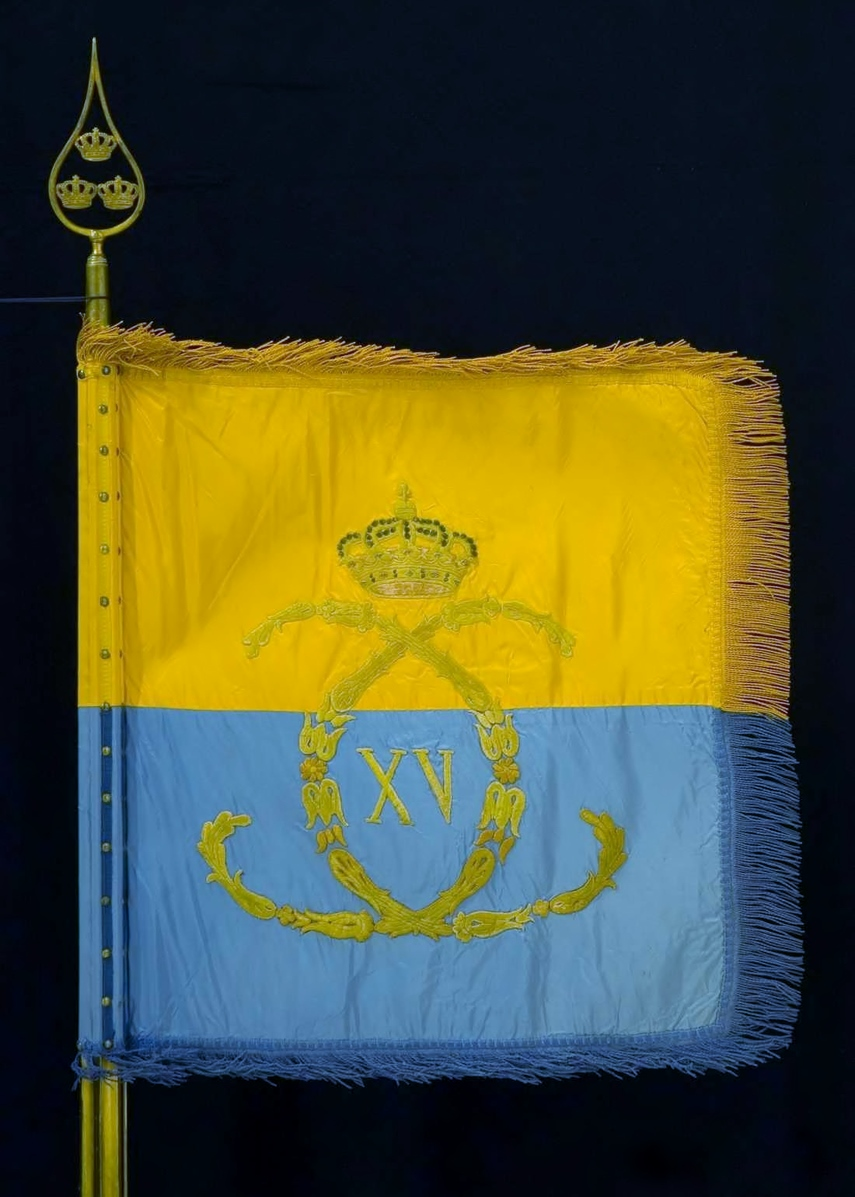
1860 års standar
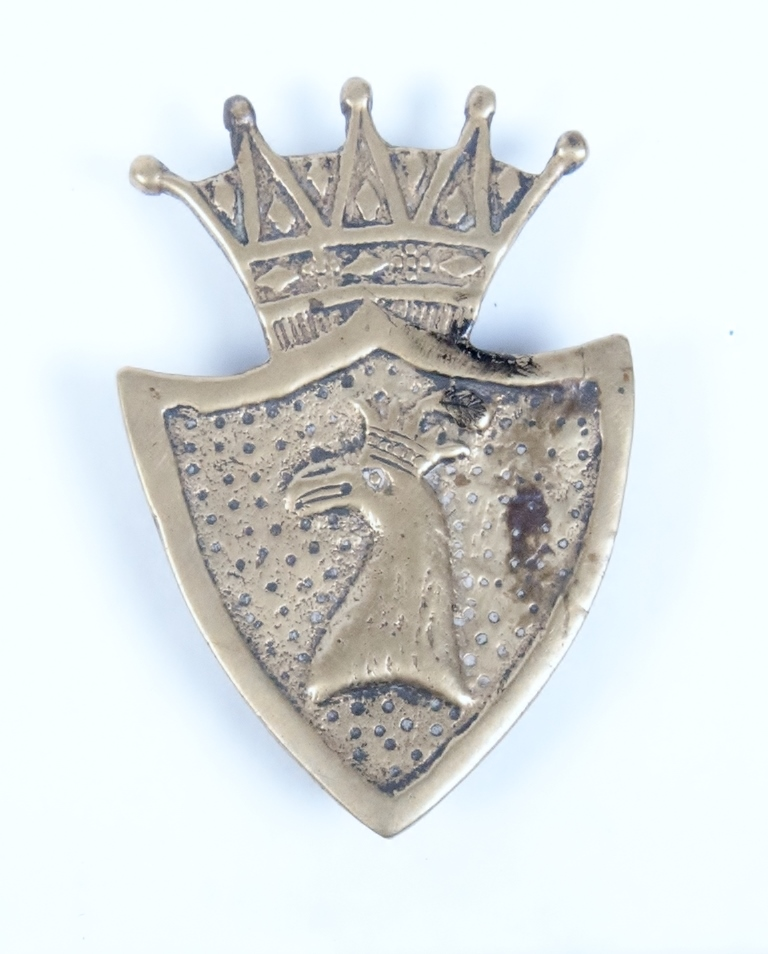
Kartuschplåt för manskap vid Skånska dragonregementet.
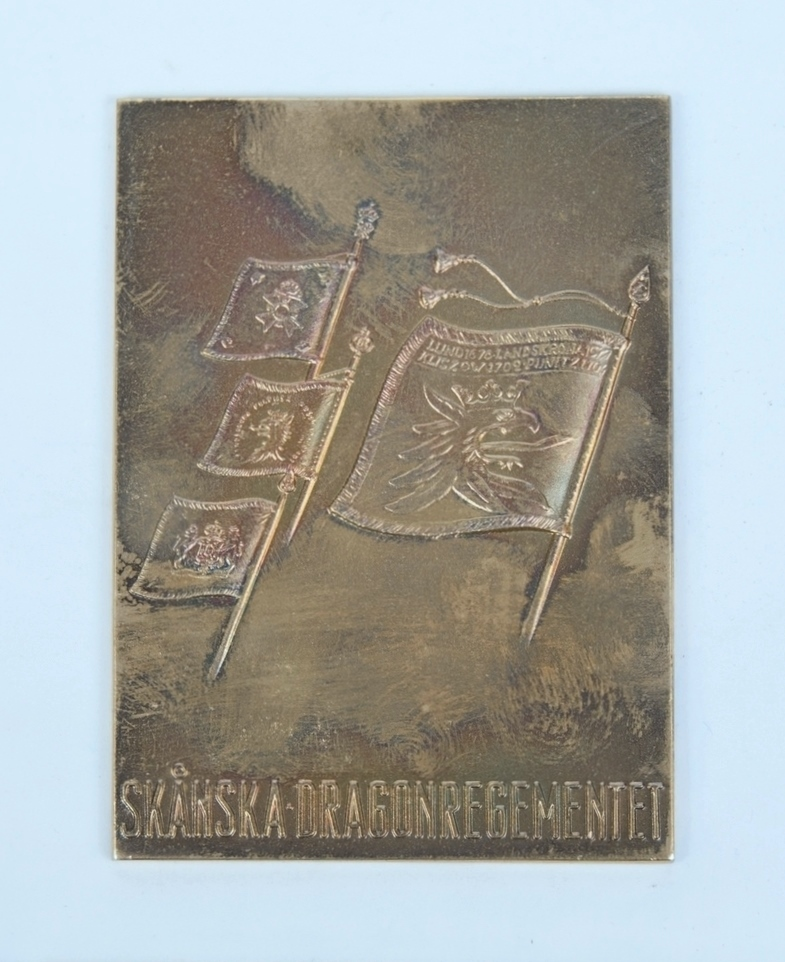
Plakett i guld för Skånska dragonregementet (K 2).
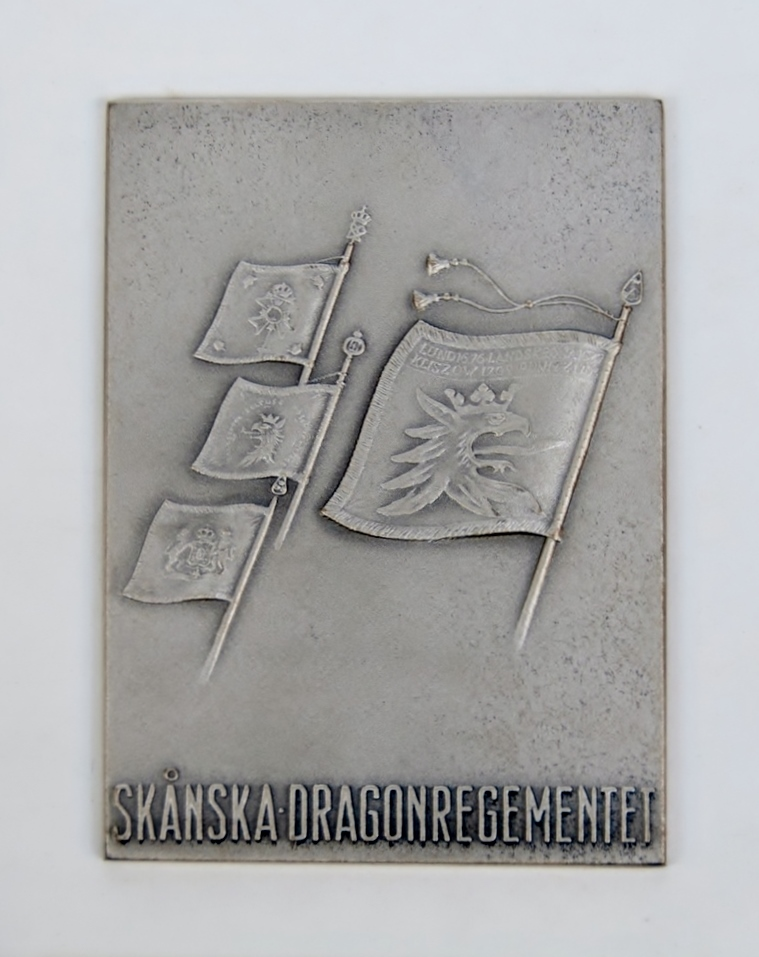
Plakett i silver för Skånska dragonregementet (K 2).
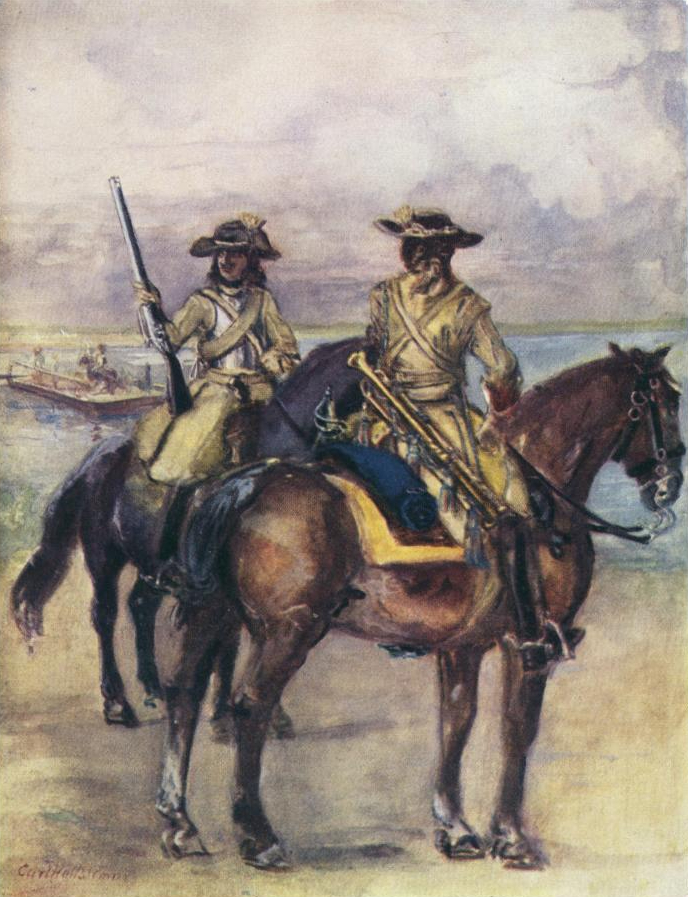
Regementets uniform under skånska kriget 1675-79.
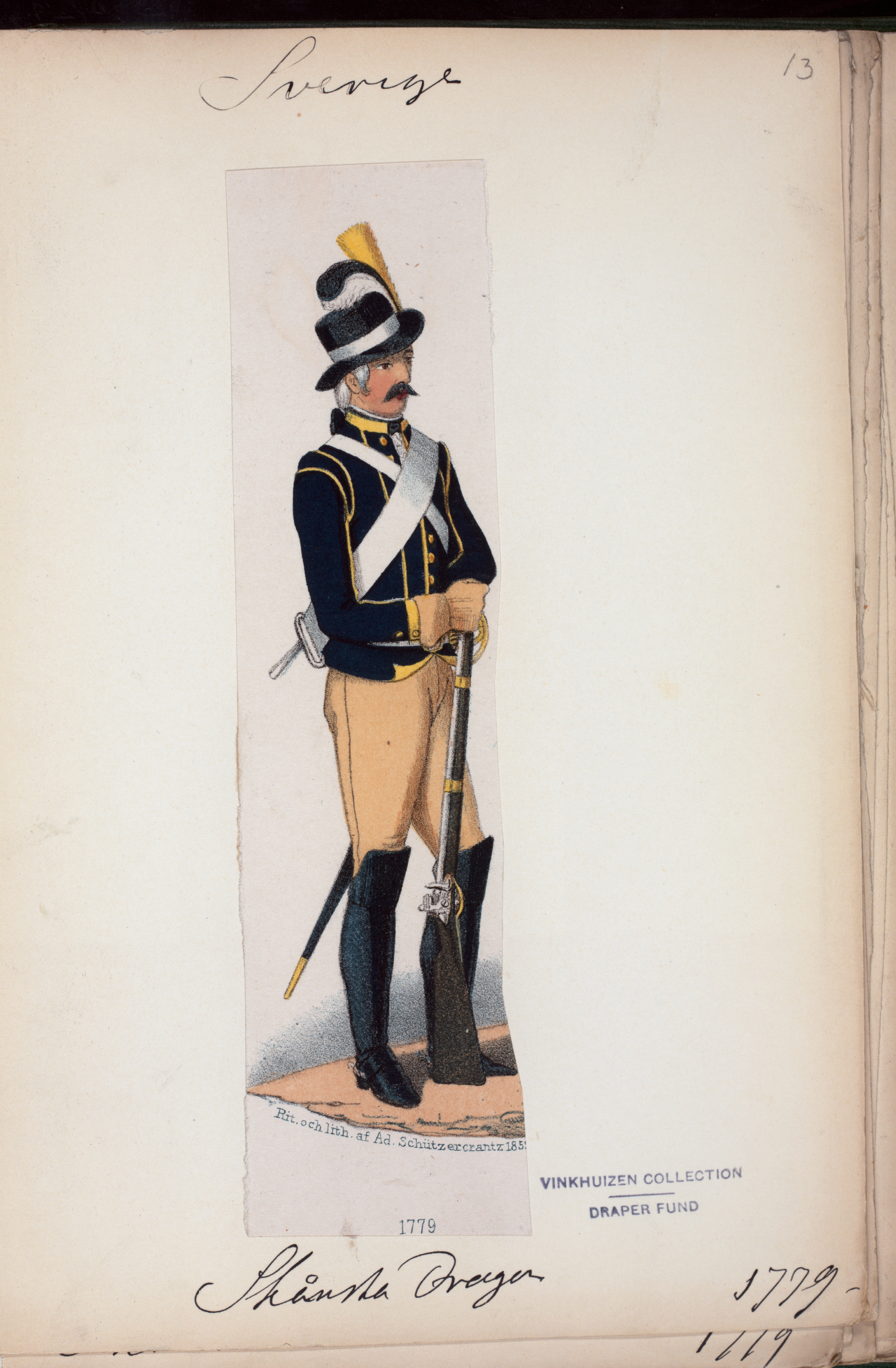
Uniform m/1779
Carl Fredrik Bennet iförd uniform m/1801 för en major vid Södra skånska kavalleriregementet.
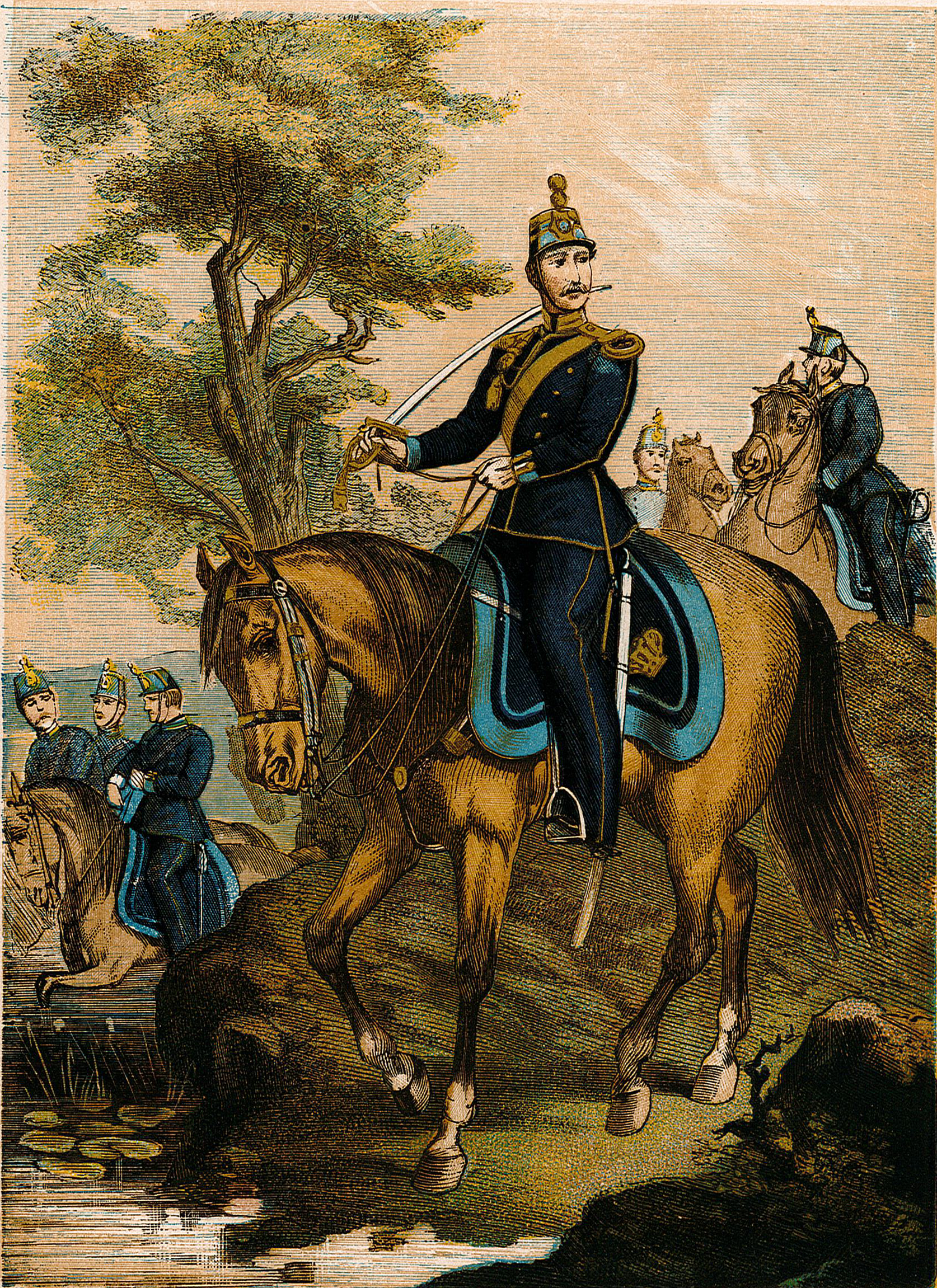
Regementets uniform vid mitten av 1860-talet.
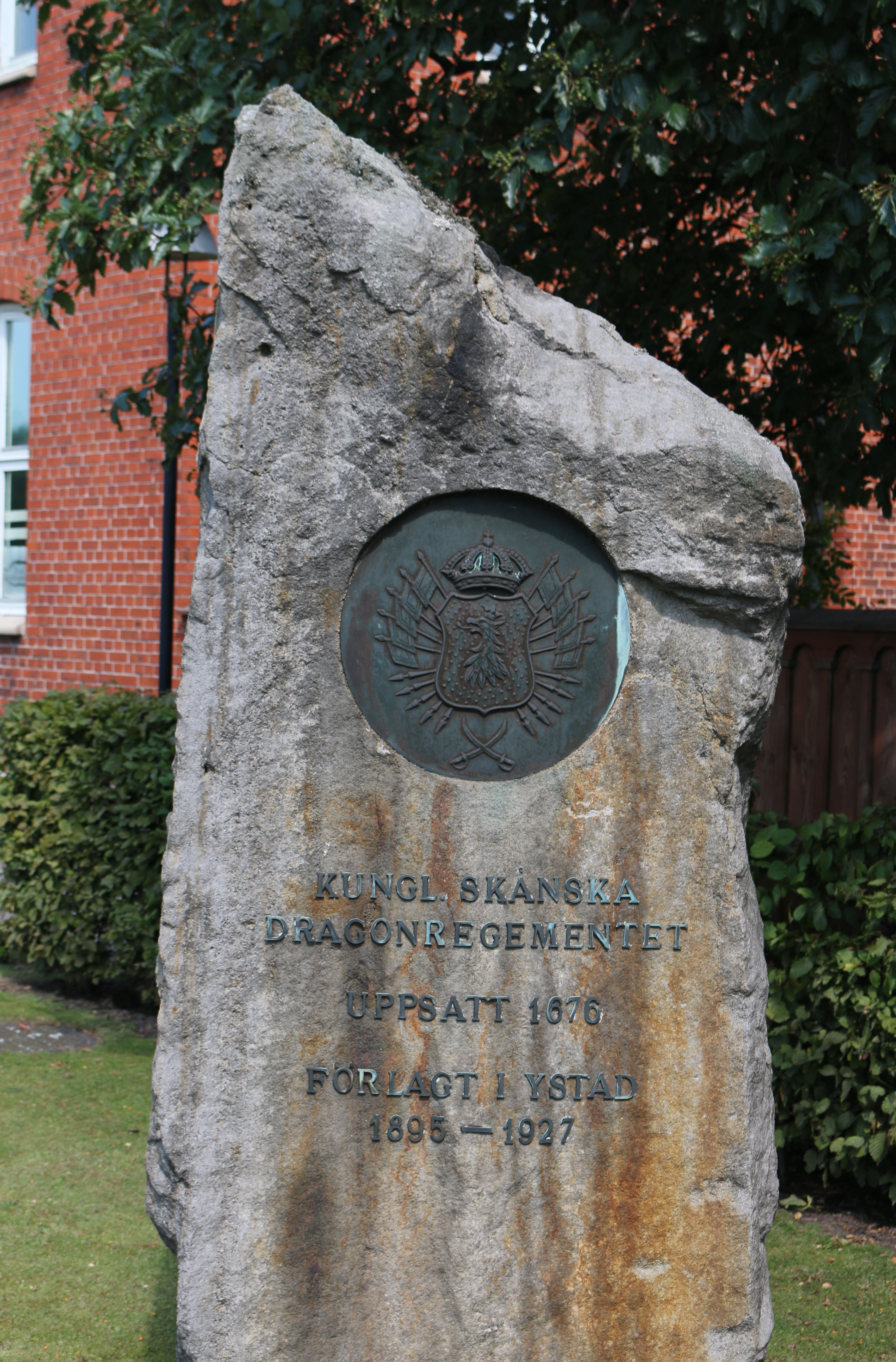
Minnessten för Kungl. Skånska Dragonregementet i Ystad.
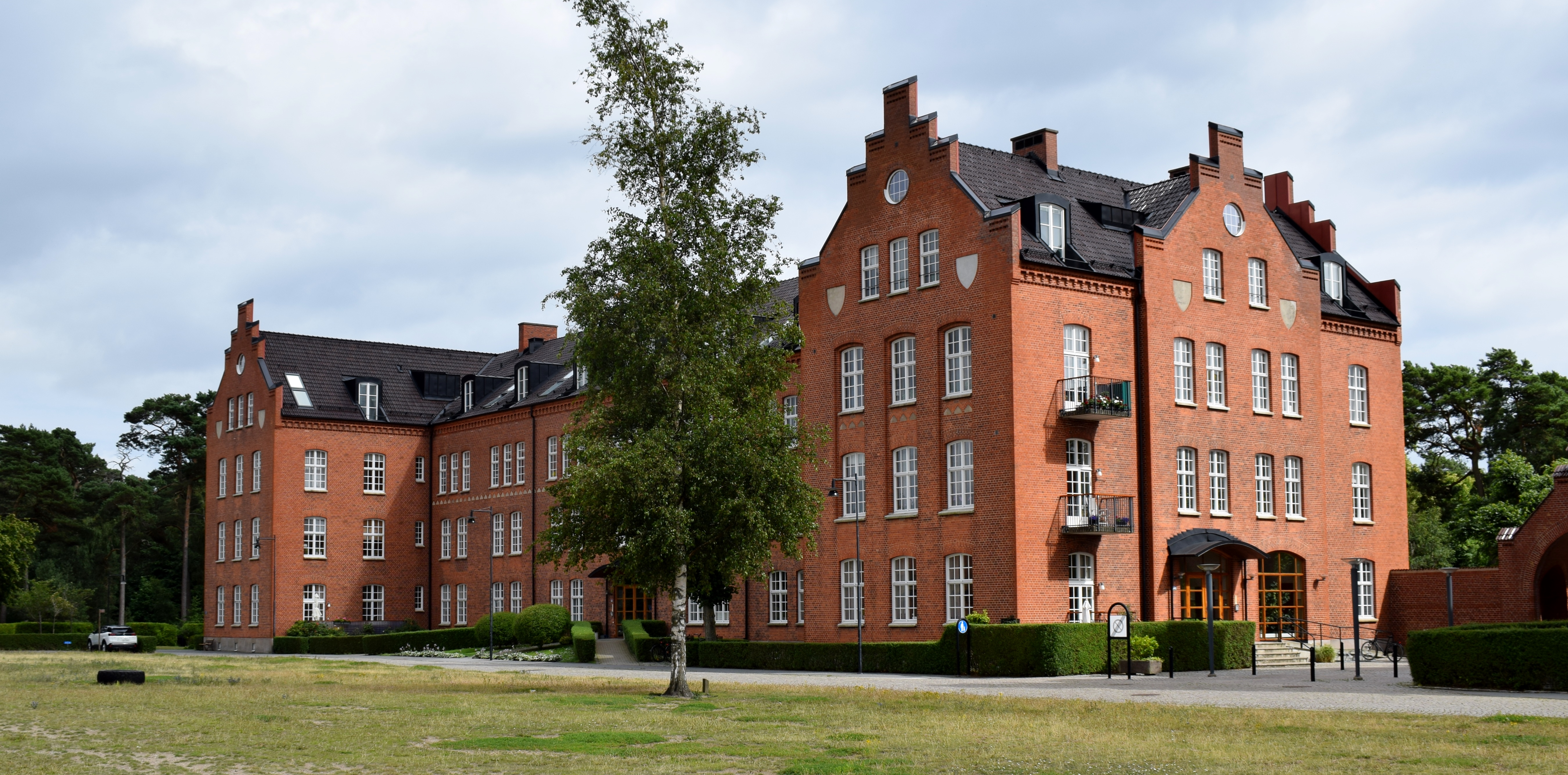
En av regementets före detta kaserner i Ystad.
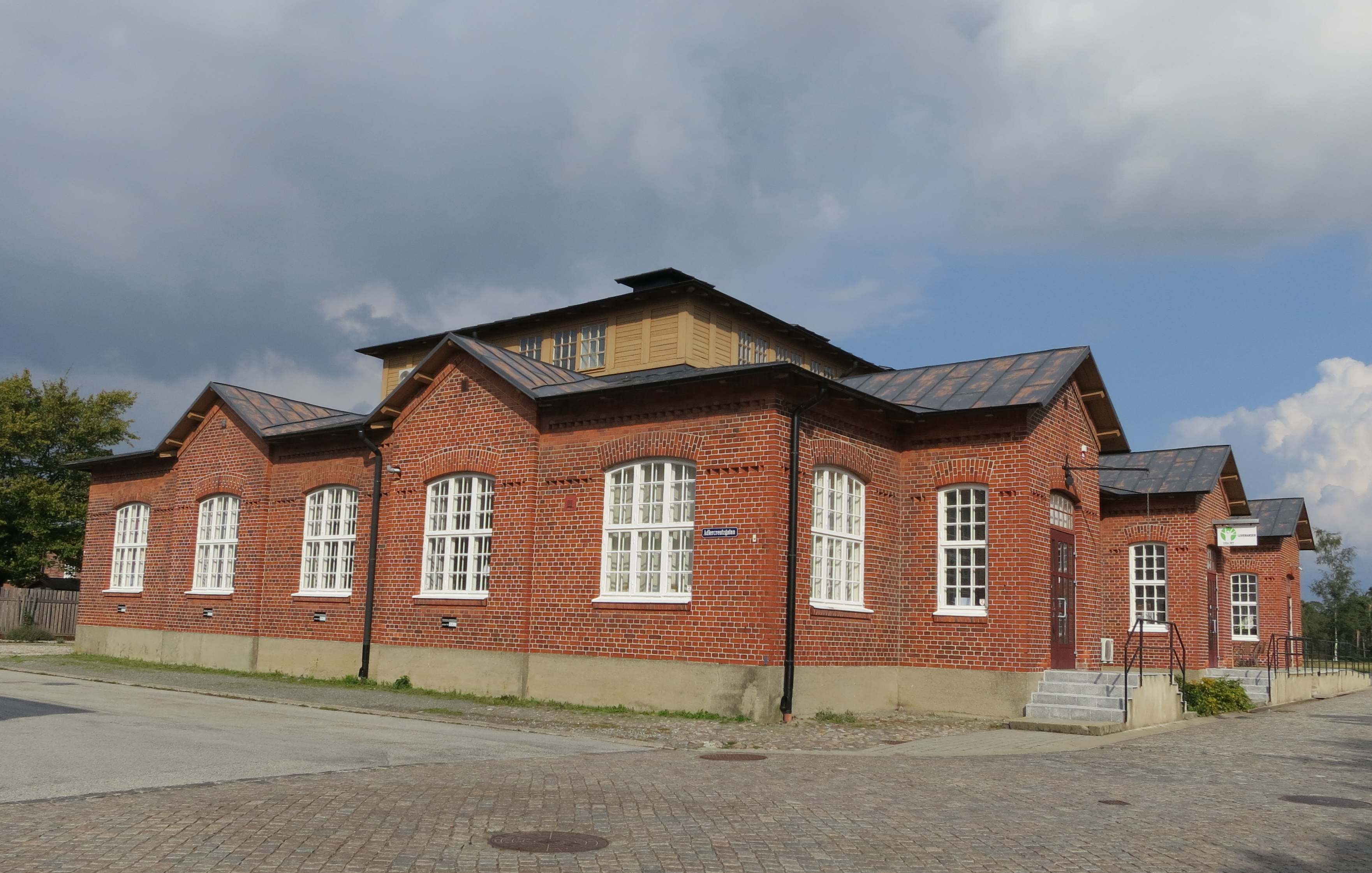
Regementets matsalsbyggnad i Ystad.
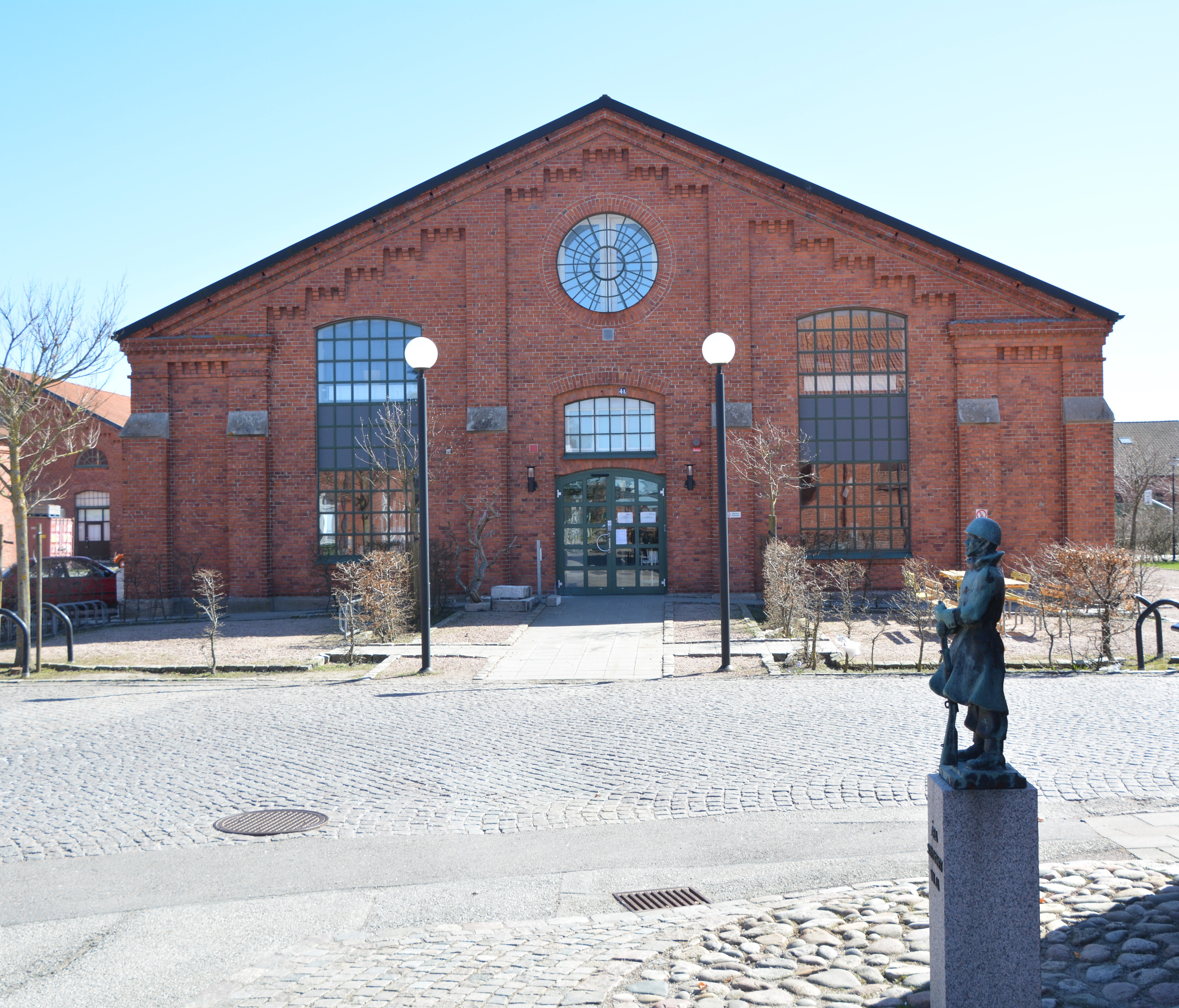
Före detta ridhus (1897) på regementsområdet i Ystad